# Bridelia verrucosa
Bridelia verrucosa là một loài thực vật có hoa trong họ Diệp hạ châu. Loài này được Haines mô tả khoa học đầu tiên năm 1921.